# Jewgenija Gortschakowa
Jewgenija Gortschakowa (russisch Евгения Горчакова; englische Transkription: Yevgeniya Gorchakova; * 5. Oktober 1950 in Kirow gest. 10. Dezember 2016 in Oldenburg) war eine russisch-deutsche Künstlerin und Kuratorin mit den Arbeitsgebieten Malerei, Grafik, Fotografie und Video.

## Leben
Jewgenija Gortschakowa studierte von 1967 bis 1972 Philologie und von 1978 bis 1982 Kunstgeschichte an der Staatlichen Universität Moskau. Sie arbeitet als freie Künstlerin (Malerei, Video und Grafik) und Kuratorin, untersucht künstlerisch Theorien zur Zeit, Kommunikation und neue Medien / Fokus: Literatur und Philosophie.
1991 erhielt sie ein Stipendium für Paris, 1992 ein Atelier in Oldenburg. Ihre Malerei wandelte sich in dieser Zeit vom abstrakten Expressionismus zu einer geometrisch strengen kreis- und strahlenförmigen Kompositionsweise, in die im Laufe der Entwicklung Schrift, Bildnisse und Szenen integriert wurden. Die Druckgrafik – nacheinander Serigraphie, Radierung und Digitaldruck – hat diese Kompositionsweisen übernommen. Ab 2005 hat sich Jewgenija Gortschakowa mit Video auseinandergesetzt und 2006 während eines längeren Aufenthaltes in New York ein Video über Karl Jaspers und Hannah Arendt aufgenommen.
Seit 2006 kuratiert sie Ausstellungen mit deutschen Künstlern in russischen Museen und Kunstfestivals.

## Einzelausstellungen (Auswahl)
- 2000  Das Verschwinden der Zukunft, Stadtmuseum Oldenburg
- 2008  Face to face: New York – Bishkek. Projekte 2006-2008, Kunstverein Kaponier Vechta
- 2010  In the Zone, k/haus Salon, Künstlerhaus Wien
- 2011  Frühstück in Rubljovka, Videoinstallation,  galerie mitte im KUBO, Bremen (mit Ruslan Gudiev)